# مرجان هالیسیتس
مرجان هالیسیتس (نام علمی: Halysites) نام یک سرده از راسته مرجان تخته‌ای است.